# ترياميفوس
ترياميفوس (الصيغة الكيميائية: C12H19N6OP) وهو مركب كيميائي يستعمل مبيد فطرياتs.